# Các ngày lễ tại Ukraina
Sau đây là các ngày lễ tại Ukraina.

## Ngày lễ theo luật
| Ngày                            | Tên gọi                                                                                         | Tên gọi tiếng Ukraina                                                           | Ghi chú |
| ------------------------------- | ----------------------------------------------------------------------------------------------- | ------------------------------------------------------------------------------- | --- |
| 1 tháng 1                       | Tết Dương lịch                                                                                  | Новий Рік                                                                       | |
| 8 tháng 3                       | Ngày Quốc tế Phụ nữ                                                                             | Міжнародний жіночий день                                                        | |
| thay đổi                        | (lịch Julius Cải cách) Lễ Phục Sinh                                                             | Великдень                                                                       | Ngày lễ tôn giáo |
| thay đổi Lễ Phục Sinh + 49 ngày | (lịch Julius Cải cách) Lễ Chúa Thánh Thần Hiện Xuống                                            | Трійця                                                                          | Ngày lễ tôn giáo |
| 1 tháng 5                       | Ngày Quốc tế Lao động                                                                           | День праці                                                                      | Cho đến năm 2018, 2 tháng 5 cũng là ngày lễ công cộng                                                                           |
| 8 tháng 5                       | Ngày Tưởng niệm và Chiến thắng chủ nghĩa Quốc xã trong Chiến tranh thế giới thứ hai 1939 – 1945 | День пам'яті та перемоги над нацизмом у Другій світовій війні 1939 – 1945 років | Để kỷ niệm kết thúc Chiến tranh thế giới thứ hai và chiến thắng của Đồng minh trước Đức Quốc xã                                 |
| 28 tháng 6                      | Ngày Hiến pháp                                                                                  | День Конституції України                                                        | Để kỷ niệm Hiến pháp Ukraina năm 1996                                                                                           |
| 15 tháng 7                      | Ngày Lập quốc                                                                                   | День Української Державності                                                    | Để kỷ niệm Cơ Đốc giáo hoá Kiev Rus' (28 tháng 7 cho đến năm 2023)                                                              |
| 24 tháng 8                      | Ngày Độc lập                                                                                    | День Незалежності України                                                       | Từ Liên bang Xô viết năm 1991                                                                                                   |
| 1 tháng 10                      | Ngày Những người bảo vệ Ukraina                                                                 | День захисників і захисниць України                                             | Ngày lễ công cộng từ 2015 (14 tháng 10 cho đến năm 2022)                                                                        |
| 25 tháng 12                     | Lễ Giáng Sinh                                                                                   | Різдво Христове                                                                 | Ngày lễ tôn giáo từ 2017, trước đó được tổ chức vào ngày 7 tháng 1 (từ 2017 đến 2022 tổ chức vào ngày 7 tháng 1 và 25 tháng 12) |

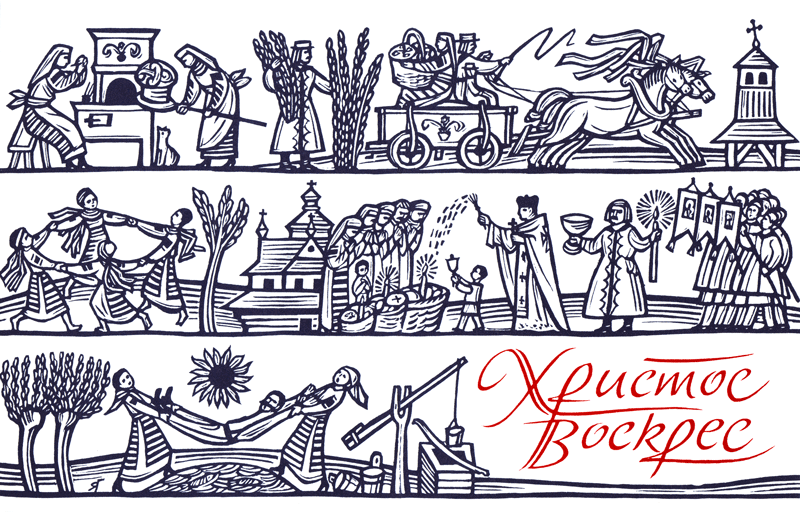
Bưu thiếp Phục Sinh (của Jacques Hnizdovsky)

Trước khi Giáo hội Chính thống giáo Ukraina và Giáo hội Công giáo Hy Lạp Ukraina chuyển sang lịch Julius Cải cách vào tháng 9 năm 2023, tất cả các ngày lễ tôn giáo được cử hành theo lịch Julius, kể từ đó Lễ Giáng Sinh được cử hành chính thức vào ngày tháng 12. Từ năm 2017 đến 2022 Lễ Giáng Sinh được cử hành tại Ukraina vào hai ngày khác nhau, 7 tháng 1 (ngày theo lịch Julius) và 25 tháng 12 (theo lịch Gregorius và lịch Julius Cải cách). Từ năm 2023, Lễ Giáng Sinh chỉ được cử hành chính thức tại Ukraina vào ngày 25 tháng 12.
Khi một ngày lễ công cộng rơi vào cuối tuần (tức thứ Bảy và Chủ nhật), ngày làm việc sau đó (tức thứ Hai) chuyển thành một ngày nghỉ.
Nếu chỉ có một hoặc hai ngày làm việc giữa ngày nghỉ lễ và một ngày nghỉ khác thì Nội các Bộ trưởng Ukraina thường đưa ra khuyến nghị để tránh khoảng cách này bằng cách chuyển những ngày làm việc này sang một ngày thứ Bảy nhất định (nghĩa là để có những kỳ nghỉ không bị gián đoạn, nhưng để bù đắp điều này bằng cách làm việc vào một ngày nghỉ khác). Thông thường những khuyến nghị như vậy chỉ liên quan đến những nhân viên có ngày nghỉ hàng tuần là thứ bảy và chủ nhật.

## Ngày lễ được tổ chức bởi các tổ chức mặc đồng phục

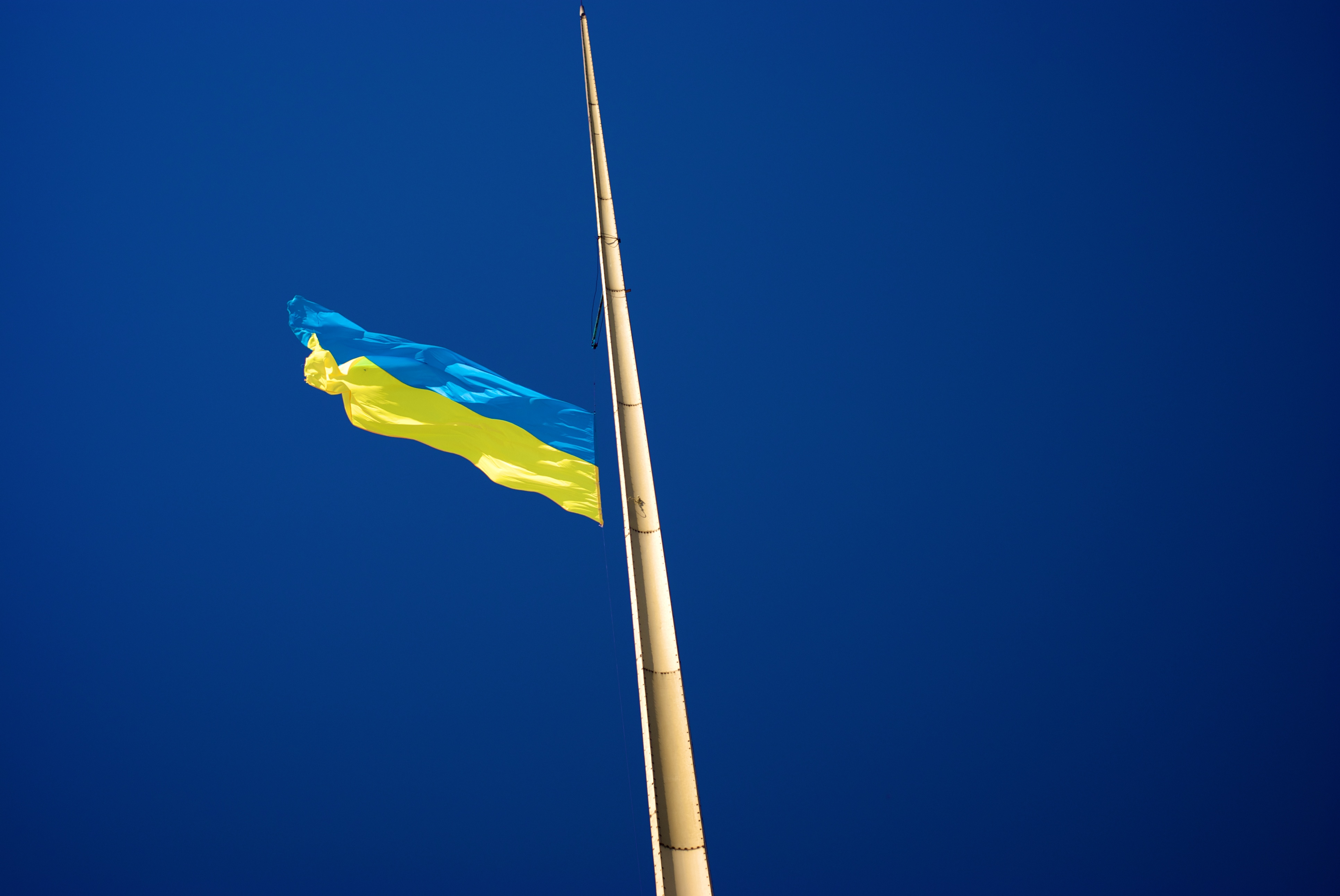
Quốc kỳ Ukraina

- 26 tháng 3 — Ngày Vệ binh Quốc gia
- 30 tháng 4 — Ngày Vệ binh Biên giới
- 6 tháng 5 — Ngày Bộ binh cơ giới hoá
- 18 tháng 5 — Ngày Quân dự bị
- 23 tháng 5 — Sinh nhật Quân đoàn Thủy binh lục chiến, ngày Các Anh hùng Ukraina
- 4 tháng 7 — Ngày Cảnh sát
- 8 tháng 7 — Ngày Hàng không và Không quân
- Chủ nhật đầu tiên của tháng 7 — Ngày Hải quân;[17] Từ năm 1997 đến 2011 ngày này được cử hành vào 1 tháng 8[18][19]
- 29 tháng 7 — Ngày Lực lượng Hoạt động đặc biệt
- 8 tháng 8 — Ngày Quân đoàn tín hiệu
- Chủ nhật đầu tiên của tháng 9 — Ngày Lực lượng Phòng vệ lãnh thổ
- 7 tháng 9 — Ngày Lực lượng Tình báo quân sự
- 9 tháng 9 — Ngày Lực lượng thiết giáp
- 14 tháng 9 — Ngày Quân nhân huy động
- 29 tháng 10 — Ngày Cán bộ Tài chính
- 3 tháng 11 — Ngày Lực lượng Tên lửa và Pháo binh
- 3 tháng 11 — Ngày Quân đoàn Kỹ sư
- 21 tháng 11 — Ngày Lực lượng Không kích[20][21][22]
- 6 tháng 12 — Ngày Lực lượng vũ trang; pháo hoa và chào mững diễn ra tại nhiều thành phố của Ukraina[23] Ngày lễ được hình thành vào năm 1993 bởi Verkhovna Rada (Quốc hội Ukraina).[24]
- 12 tháng 12 — Ngày Lục quân
- 23 tháng 12 — Ngày Quân nhân Thường trực

## Ngày lễ quốc gia khác

### Ngày cố định
- 5 tháng 1 — Kỷ niệm Địa vị tự quản của Giáo hội Chính thống giáo Ukraina
- 5 tháng 1 — Đêm trước Lễ Hiển linh (Đêm Thánh thứ hai)
- 6 tháng 1 — Lễ Hiển linh
- 7 tháng 1 — Cộng đoàn của Thánh tiên tri, Tiền nhân, và Thánh Baptist John
- 20 tháng 1 — Ngày Tưởng niệm Những người Bảo vệ Ukraina trong trận Sân bay Donetsk thứ hai (2014-2015)
- 22 tháng 1 — Ngày Đoàn kết Ukraina, đánh dấu Phổ cập thứ tư của Hội đồng Trung ương Ukraina 1918 và Đạo luật Thống nhất năm 1919
- 2 tháng 2 — Lễ Thắp nến
- 20 tháng 2 — Ngày Tưởng niệm Các Thánh ngã xuống trong Euromaidan, Thiên hạ trăm anh hùng
- 21 tháng 2 — Kỷ niệm chiến thắng Cách mạng Nhân phẩm 2014
- 24 tháng 2 — Ngày Để tang bắt đầu Nga xâm lược Ukraina (từ 2023)
- 26 tháng 2 — Ngày Kháng cự chiếm đóng Krym và Sevastopol
- 25 tháng 3 — Lễ Truyền tin và ngày Lực lượng An ninh Ukraina
- 7 tháng 5 — Bắt đầu thời gian tưởng niệm và hoà giải những người mất mạng trong Chiến tranh thế giới thứ hai và ngày Tưởng niệm Chiến tranh thế giới thứ hai (bắt đầu 2023–24)
- 9 tháng 5 — Ngày Châu Âu và Kỷ niệm Hành quân Chiến thắng Ba Lan-Ukraina Kyiv 1920
- 15 tháng 5 — Ngày Gia đình
- 24 tháng 5 — Ngày Thánh Cyril và Methodius (cũng là Ngày Văn học và Văn hoá Slavonic)
- 22 June  — Ngày Tưởng niệm và Bi thương (kỷ niệm bắt đầu Chiến tranh thế giới thứ hai tại Ukraina và các lãnh thổ Liên Xô cũ)
- 23 tháng 6 — Ngày Dịch vụ dân sự Ukraina
- 24 tháng 6 —  Đêm Kupala và Sinh nhật John Baptist
- 15 tháng 7 — Ngày Cơ Đốc giáo hoá Kiev Rus' — Ukraina
- 16 tháng 7 — Kỷ niệm Tuyên ngôn Chủ quyền nhà nước Ukraina
- 1 tháng 8 — Lễ Mật ong Chúa Cứu thế
- 6 tháng 8 — Lễ Hiển dung / Lễ Táo Chúa Cứu thế
- 15 tháng 8 — Lễ Đức Mẹ Lên trời và an giấc
- 16 tháng 8 — Lễ Hạt Chúa Cứu thế
- 23 tháng 8 — Ngày Quốc kỳ
- 29 tháng 8 — Ngày Tưởng niệm Những người bảo vệ Ukraina[25](ngày tưởng niệm thương vong lớn của Ukraina trong trận Ilovaisk vào ngày 29 tháng 8 năm 2014)[25] và Chặt đầu John Baptist
- 31 tháng 8 — Dây lưng của Theotokos
- 1 tháng 9 — Ngày Kiến thức và Năm mới Giáo hội nghi thức Phương Đông
- 8 tháng 9 — Lễ sinh nhật của Đức Maria
- 14 tháng 9 — Lễ Thánh giá
- 17 tháng 9 — Ngày Nhận con nuôi
- 30 tháng 9 — Ngày Thư viện toàn Ukraina
- 1 tháng 10 — Lễ Cầu thay của Theotokos, Ngày người Cossack, cựu chiến binh Ukraina
- 14 tháng 19 — Kỷ niệm Hình thành Quân đội Nổi dậy Ukraina
- 27 tháng 10 — Ngày Văn học và Ngôn ngữ Ukraina
- 28 tháng 10 — Ngày Giải phóng khỏi chủ nghĩa phát xít
- 31 tháng 10 — Ngày Cải cách (Hầu hết các giáo phái tôn giáo Tin Lành tại Ukraina)
- 9 tháng 11 — Ngày người lao động văn hoá và nghệ nhân văn hoá dân gian
- 13 tháng 11 — Ngày Cải cách (Giáo hội Luther Ukraina)
- 21 tháng 11 — Ngày Nhân phẩm và Tự do, kỷ niệm cả ngày biểu tình Euromaidan đầu tiên vào năm 2013 và chiến thắng của Cách mạng Cam năm 2004 và Theotokos Thánh nhất tiến vào Đền Thánh
- 6 tháng 12 — Ngày Thánh Nicholas
- 8 tháng 12 — Lễ Đức Mẹ vô nhiễm nguyên tội
- 9 tháng 12 — Lễ Đức Trinh nữ Maria thụ thai
- 24 tháng 12 — Đêm vọng Lễ Giáng Sinh (đêm thánh đầu tiên), cũng được đánh dấu là Ngày Lực lượng Khẩn cấp Nhà nước Ukraina
- 26 tháng 12 — Ngày tặng quà (Lễ Thánh Stephen)
- 31 tháng 12 — Giao thừa và Malanka (Đêm Hào phóng)

### Thay đổi
- Thứ Năm Tuần Thánh — Đánh dấu ba ngày trước Lễ Phục Sinh của Cơ Đốc giáo phương Tây và Chính thống giáo
- Thứ Sáu Tuần Thánh — Đánh dấu hai ngày trước Lễ Phục sinh Cơ Đốc giáo phương Tây và Chính thống giáo
- Thứ Bảy Tuần Thánh — Đánh dấu thứ Bảy trước Lễ Phục sinh Cơ Đốc giáo phương Tây và Chính thống giáo
- Lễ Phục Sinh ngày thứ hai — Ngày thứ Hai sau Chủ nhật Phục sinh Chính thống giáo
- Lễ Chúa Thăng Thiên — Thứ Băm tám ngày trước Lễ Ngũ Tuần
- Chủ nhật Ngũ tuần theo lịch Gregorius — Chủ nhật thứ bảy sau lễ Phục Sinh được đánh dấu trong Công giáo và hầu hết Tin Lành
- Thứ hai Ngũ Tuần —  ngày thứ Hai sau lễ Ngũ Tuần
- Chủ Nhật Ba Ngôi - Chủ nhật đầu tiên sau Lễ Ngũ Tuần
- Lễ Mình và Máu (Lễ Công giáo) - Thứ ba sau Chủ Nhật Ba Ngôi
- Ngày Ký ức Holodomor — Chủ nhật cuối cùng của tháng